# بیمارستان شهدای تجریش
مرکز پزشکی، آموزشی و درمانی شهدای تجریش که پیش از انقلاب ۱۳۵۷ مرکز پزشکی رضا پهلوی نام داشت، از مراکز آموزشی، درمانی و پژوهشی دانشگاه علوم پزشکی و خدمات بهداشتی درمانی شهید بهشتی است که در میدان تجریش تهران ایران واقع شده‌است.
محل این مرکز در ابتدا قبرستان بزرگ تجریش بود که در سال ۱۳۰۹ به دستور رضاشاه تبدیل به باغ و شهرداری شمیران شد. در سال ۱۳۴۰ با واگذاری آن به سازمان شاهنشاهی خدمات اجتماعی بیمارستان در این محل با ساخت ساختمانی ۳ طبقه شروع به کار کرد. ساختمان اصلی ۶ طبقه آن در سال ۱۳۴۸ افتتاح و مرکز رسماً به نام مرکز رضا پهلوی نامگذاری شد.
این بیمارستان محل مؤسسه خیریه بهنام دهش‌پور است که به کمک به بیماران سرطانی می‌پردازد.

## درگذشتگان
- سرژیک تیموریان
- اکبر هاشمی رفسنجانی[۴]
- مهرداد اولادی[۵]
- فروغ فرخزاد